# Luis Orta
Luis Alberto Orta Sánchez (* 22. August 1994 in Havanna) ist ein kubanischer Ringer.

## Karriere
Orta gewann seine ersten internationalen Medaillen im griechisch-römischen Stil im Bantamgewicht. 2018 sicherte er sich Gold bei den Zentralamerika- und Karibikspielen, 2019 folgte Bronze bei den Panamerikanischen Spielen. Bei den Olympischen Spielen 2020 in Tokio erreichte er schließlich den Höhepunkt in dieser Gewichtsklasse und wurde Olympiasieger.
Nach dem Wechsel ins Leichtgewicht setzte Orta seine Erfolgsserie fort. 2023 gewann er bei den Zentralamerika- und Karibikspielen sowie den Panamerikanischen Spielen jeweils Gold. Im selben Jahr wurde er zudem Weltmeister. 2024 holte er bei den Olympischen Spielen in Paris die Bronzemedaille.